# Broncodilatador
Un broncodilatador es una sustancia, generalmente un medicamento, que causa que los bronquios y bronquiolos de los pulmones se dilaten, provocando una disminución en la resistencia aérea y permitiendo así el flujo de aire. Un broncodilatador puede ser endógeno, es decir, que se origina dentro del cuerpo o un medicamento que se administra con el fin de tratar dificultades para respirar, especialmente útiles en enfermedades obstructivas crónicas como el asma o EPOC. Los broncodilatadores tienen efectos controvertidos y aún no se ha demostrado su importancia en la bronquiolitis y otras enfermedades pulmonares restrictivas.
Los broncodilatadores se clasifican en acción larga y acción corta, usados para el rápido alivio de crisis por broncoconstricción. Los broncodilatadores de acción prolongada ayudan a controlar y prevenir la aparición de síntomas. Existen tres grupos de fármacos usados como broncodilatadores, los agonistas de los receptores adrenérgicos β-2, entre los cuales existen de acción corta y prolongada, los anticolinérgicos de acción corta y la teofilina de acción prolongada.

## Agonistas β-2 de acción corta
Los agonistas de los receptores β-2 son medicamentos que se usan para el rápido alivio o medicamentos de rescate de los síntomas del asma y otros trastornos broncoobstructivos. Son medicinas que por lo general tardan menos de 20 minutos en lograr su acción y duran entre 4 y 6 horas. Son medicinas inhaladas y se usan para crisis repentinas y severas. Al tomarse con unos 15 o 20 minutos de anticipación, pueden ayudar a prevenir los síntomas de broncoconstricción causados por el ejercicio o la exposición a aire frío. Los pacientes que con regularidad o con mucha frecuencia requieren de la administración de agonistas adrenérgicos β-2 pueden estar ante trastornos más severos, mal controlados o cuyo tratamiento necesita reajustes.

## Agonistas β-2 de acción larga
Los agonistas adrenérgicos β-2 de acción prolongada se toman regularmente para controlar y prevenir la broncoconstricción. No son preparados para el alivio de crisis agudas por razón de que toman mucho tiempo en comenzar su acción, pero el efecto puede durar hasta 12 horas. Los agonistas inhalados se toman 2 veces al día, a menudo junto con un antiinflamatorio, y mantienen las vías aéreas abiertas, previniendo los síntomas del asma, en especial durante la noche. Los de presentación oral pueden ser tomados en forma de píldora o jarabe. Estos medicamentos, como el albuterol, pueden tener efectos adversos, incluyendo dificultad para dormir.

## Anticolinérgicos
El más común de los anticolinérgicos inhalados como broncodilatador es el bromuro de ipratropio. Por sí solo no tiene efecto en el alivio de los síntomas del asma, por lo que se suele acompañar con un agonista β2 de corta duración. También se encuentra tiotropio, bromuro de glicopirronio, bromuro de aclidinio y bromuro de umeclidinio.

## Teofilina
La teofilina es un fármaco derivado de la metilxantina (un derivado de la purina) y tiene actividades relajantes del músculo liso, dilatación bronquial, diuréticas, estimulantes del sistema nervioso central y cardíaco (SNC). Está presente de forma natural en pequeñas cantidades en el té y los granos de cacao y se extrajo y sintetizó inicialmente en 1895 y se usó como diurético. En 1922, salió a la luz como tratamiento clínico para el asma después de identificar su efecto broncodilatador. Se utiliza para tratar diversas afecciones respiratorias que obstruyen las vías respiratorias, como el asma y la enfermedad pulmonar obstructiva crónica (EPOC).